# Waterland
Waterland è una municipalità dei Paesi Bassi di 17 058 abitanti situata nella provincia dell'Olanda Settentrionale. Posta a nord di Amsterdam, sorge lungo le coste dell'IJsselmeer.

## Geografia antropica

### Centri abitati
- Broek in Waterland
- Ilpendam
- Katwoude
- Marken
- Monnickendam
- Overleek
- Uitdam
- Watergang
- Zuiderwoude